# Le Labyrinthe du mal
Le Labyrinthe du mal (titre original : Labyrinth of Evil) est un roman de science-fiction écrit par James Luceno. Publié aux États-Unis par Del Rey Books en 2005,, il a été traduit en français et publié par les éditions Fleuve noir en 2007,. Ce roman, se déroulant dans l'univers étendu de Star Wars, prend place juste avant les évènements décrits dans Star Wars, épisode III : La Revanche des Sith. 

## Résumé
Sur Cato Neimoidia, pendant la Guerre des clones, Obi-Wan Kenobi et Anakin Skywalker sont en mission pour tenter de capturer le vice-roi Nute Gunray, de la Fédération du Commerce. Celui-ci parvient à fuir et à rejoindre le général Grievous et les autres leaders séparatistes, mais il laisse derrière lui sa précieuse mécanochaise, contenant des informations sur le Sith Dark Sidious. Les Jedi se lancent alors sur la piste du seigneur Sith et de son apprenti, le Comte Dooku.
Tandis que Skywalker et Kenobi parcourent la galaxie à la poursuite d'indices, Yoda et Mace Windu traquent Sidious sur Coruscant, conscients de sa proximité avec le Sénat. Ils doivent également faire face au chancelier Palpatine, qui profite du conflit pour renforcer ses pouvoirs. L'enquête conduit les Jedi, aidés par le capitaine Dyne des services de renseignement, jusque dans les sous-sols du 500 Republica, immeuble abritant de prestigieux dignitaires de la République, dont le chancelier. Dyne lui-même finit par découvrir qui se cache derrière Sidious, mais est tué avant d'avoir pu transmettre la nouvelle.
Pendant ce temps, les Sith tentent d'éloigner le danger en envoyant Kenobi et Skywalker sur de fausses pistes, et en planifiant l'attaque de Coruscant. Le général Grievous capture finalement Palpatine et l'emmène dans son vaisseau amiral, la Main invisible, où il est rejoint par le Comte Dooku. Anakin Skywalker et Obi-Wan Kenobi, prévenus de l'attaque de la capitale, se préparent alors à secourir le chancelier, ouvrant la voie aux événements du troisième film de la saga.